# Slaget vid Nisko
Slaget vid Nisko ägde rum den 28 mars 1656 under Karl X Gustavs polska krig. Slaget slutade med en svensk seger.